# Balazuc
Balazuc ist eine französische Gemeinde mit 383 Einwohnern (Stand 1. Januar 2022) im Département Ardèche der Region Auvergne-Rhône-Alpes. Die Bewohner werden Balazucains und Balazucaines genannt. Der Ort thront malerisch gelegen auf der Spitze eines steilen Felsenhanges, der die Ardèche überragt und ist deshalb als eines der Plus beaux villages de France (schönste Dörfer Frankreichs) klassifiziert.

## Geografie
Die Gemeinde liegt auf einem Felsplateau am linken Ufer des Flusses Ardèche. Dort grenzt sie an die Nachbarkommunen Ruoms und Lachapelle-sous-Aubenas. Bis nach Vogüé sind es 7 km, nach Aubenas 15 km.

## Geschichte

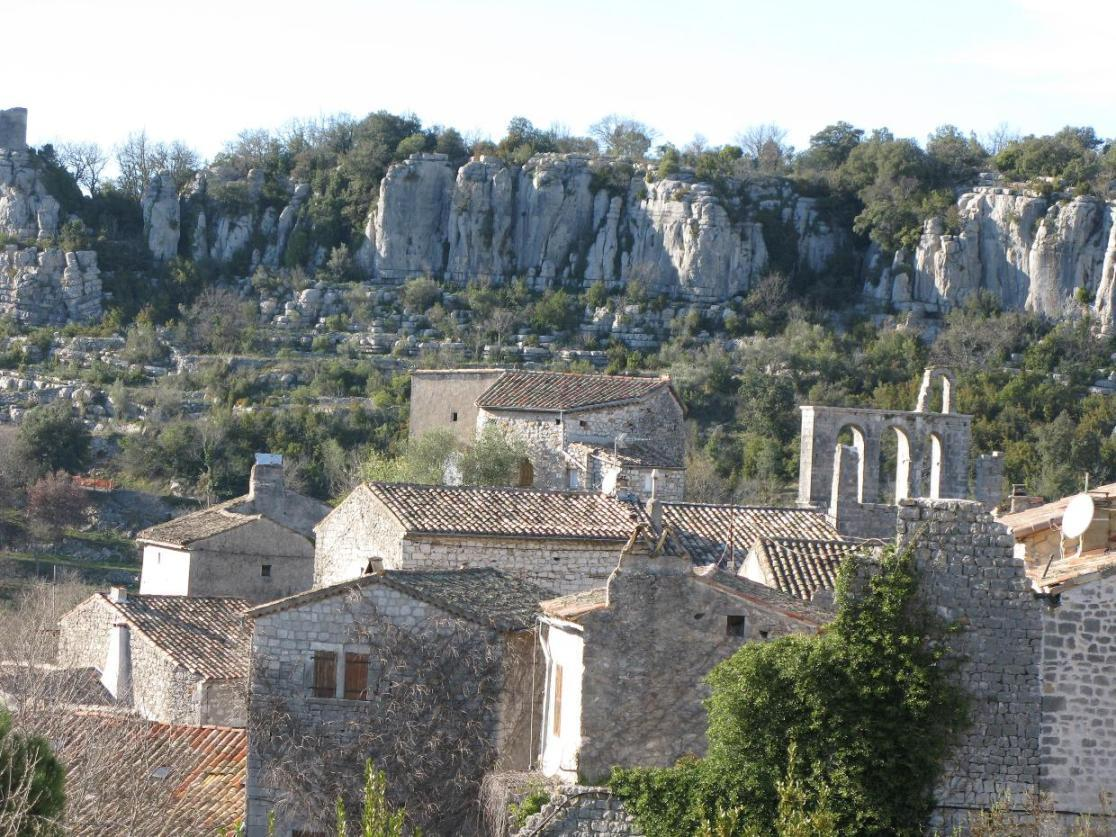

Das Gebiet rund um Balazuc war bereits in der Steinzeit bewohnt. Das beweisen Funde aus der Jungsteinzeit und dem Ende der Bronzezeit. Überreste aus der Antike zeigen, dass der Ort schon von Galliern bewohnt war. Damals diente das Dorf als Festung zur Verteidigung gegen die römische Eroberung. Die Gallier nannten die Siedlung Baladnum (vgl. bal = Felsen und dunum = Anhöhe). Zu Zeiten der Römer fungierte die Passage entlang der Ardèche als Verbindungsroute von Nîmes nach Alba-la-Romaine über die Stadt Uzès.
Im frühen Mittelalter wurde Balazuc von den Mauren erobert und von Karl Martell wieder zurückerobert. Nach dieser Legende zufolge, haben sich eine Gruppe von Anglern und Jäger an der Stelle der heutigen Gemeinde niedergelassen. Jedoch gibt es keine historischen Artefakte, die diese Geschichte bestätigen können. Während des französischen Königreichs wuchs der Ort zu einem der prachtvollsten der Region an. Im 11. Jahrhundert begleitete Pons de Balazuc den Grafen von Toulouse auf den Weg zum ersten Kreuzzug nach Jerusalem, von dem er in bedeutenden literarischen Schriften berichtet. Er kehrte nicht mehr zurück und starb dort 1099.
Ein ganz besonderer archäologischer Fund, ist der Sarkophag aus weißem Marmor, der in der Nähe des Weilers Salles im 16. Jahrhundert entdeckt wurde. Das Meisterwerk zeigt Szenen aus dem Neuen Testament und ist seit 1851 im Musée de la Civilisation Gallo-romaine in Lyon zu sehen. Die Kopie kann im Rathaus besichtigt werden.

## Bevölkerungsentwicklung
| Jahr                       | 1962 | 1968 | 1975 | 1982 | 1990 | 1999 | 2007 | 2018 |
| -------------------------- | ---- | ---- | ---- | ---- | ---- | ---- | ---- | ---- |
| Einwohner                  | 248  | 218  | 213  | 275  | 277  | 337  | 330  | 377  |
| Quellen: Cassini und INSEE |      |      |      |      |      |      |      |      |

## Sehenswürdigkeiten

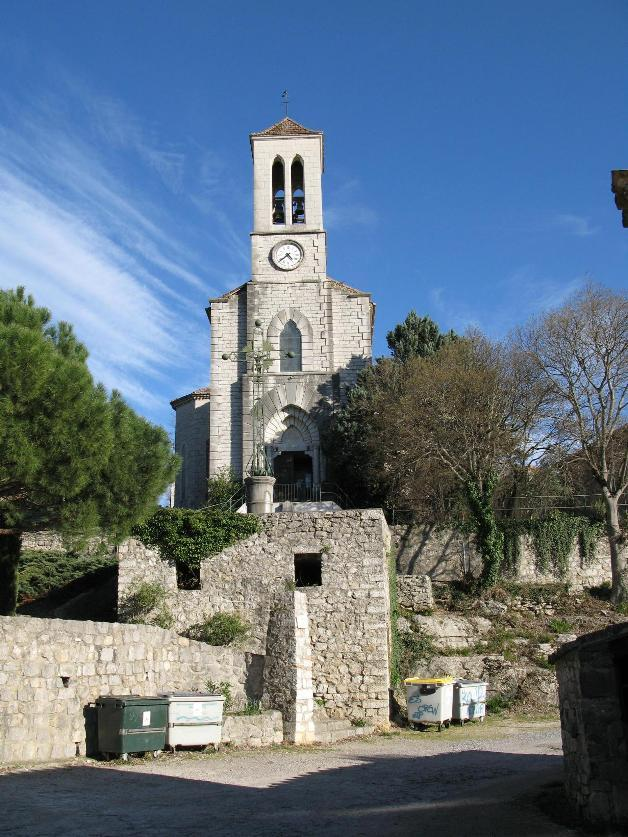
Kirche Sainte-Marie

Sehenswert ist der historische Dorfkern hoch über der Ardèche, der größtenteils aus mittelalterlichen Häusern, gepflasterten Gassen und Arkaden besteht. In der Mitte des Ortes wurde ein Springbrunnen errichtet. Reizvoll ist auch die Burg Château de Balazuc mit Teilen aus dem 13., 15. und 16. Jahrhundert, dessen Bergfried – benannt nach Königin Johanna I. – isoliert steht. Auch Überreste der gallischen Festungsmauer sind noch sichtbar, sowie die örtliche Brücke, die im 20. Jahrhundert erneuert wurde.
Vor allem die Kirchen locken viele Besucher an. Zum Beispiel die Kirche Sainte-Madeleine aus dem 19. Jahrhundert oder die romanische Kirche Sainte-Marie aus dem 13. Jahrhundert, die Ende des 17. Jahrhunderts ausgebaut und neu befestigt wurde. Außergewöhnlich ist ihr viereckiger Kirchturm. Ebenfalls zu besichtigen sind die Grabkapelle der Familie Balazuc, sowie die Kapelle Chazotte, die bekannt für ihre Mariendarstellung aus dem 12. Jahrhundert ist.
Beliebtes Ausflugsziel ist der ökologisch wirtschaftende Weiler Vieil Audon, der auf einem Fußweg von Balazuc aus erreichbar ist. Den besten Ausblick hat man von der steilen Felsmauer oberhalb der Ardèche, von der aus man genau die vielen Windungen und den weiteren Verlauf des Flusses in Grotten beobachten kann.